# Amphistichus koelzi
Amphistichus koelzi és una espècie de peix pertanyent a la família dels embiotòcids.

## Descripció
- Pot arribar a fer 31 cm de llargària màxima.
- 9-11 espines i 24-28 radis tous a l'aleta dorsal i 3 espines i 26-32 radis tous a l'anal.
- En general, és platejat amb el dors blavós o olivaci. La part inferior del cap i de cos és rogenca. Flancs amb una sèrie de taques marrons que formen franges verticals estretes.
- Aletes (tret de les pectorals) rogenques.[6][7]

## Hàbitat
És un peix marí, demersal i de clima subtropical que viu entre 0-9 m de fondària.

## Distribució geogràfica
Es troba al Pacífic oriental: des de les proximitats del cap Flaterry (Washington, els Estats Units) fins al nord de la Baixa Califòrnia (Mèxic).

## Estat de conservació
A causa de la seua naturalesa costanera, és probable que estigui afectat per la contaminació costanera (causada per les aigües residuals industrials i domèstiques) i el desenvolupament costaner. No obstant això, aquesta és una amenaça localitzada i no és generalitzable a tota la seua àrea de distribució.

## Observacions
És inofensiu per als humans.